# Rancheros de Sincelejo
Los Rancheros de Sincelejo fue un equipo de béisbol de la Liga Colombiana de Béisbol Profesional con sede en la ciudad de Sincelejo. Participaron en cinco temporadas teniendo como sede el Estadio Veinte de Enero. Logrando un título en su historia.
Fue el primer equipo de la ciudad de Sincelejo en llegar al béisbol profesional colombiano, durante la temporada de 1987-88 logrando llegar a la final en su debut luego de finalizar tercero en la temporada regular, enfrentó en el Pre-Play Off a Vaqueros de Montería para posteriormente enfrentarse a Indios de Cartagena con quien perdería la final en serie 4-1.
Con el patrocinio de Cerveza Águila aparece en el inicio de la tercera época de la Liga Colombiana de Béisbol Profesional en 1994-95 finalizando último en la fase regular, el la siguiente temporada finalizó segundo de la fase regular enfrentándose así en el Pre-Play Off a Tigres de Cartagena cayendo en la serie 2-0.
El primero y único título lo obtuvo en la temporada 1996-97 luego de finalizar primero en la temporada regular con 30 victorias en 47 juegos, eliminó a Tigres de Cartagena en serie de Pre-Play Off 4-1 llegando así a la final contra Caimanes de Barranquilla a quien en 5 juegos derrotaría 4-1 en la serie finalizado en Barranquilla con juego 7x5.
Para la temporada 1997-98 finalizó tercero en la fase regular enfrentándose en los Pre-Play Off a Caimanes de Barranquilla cayendo en la serie 3-2, la temporada siguiente empató en el tercer lugar con Vaqueros de Montería por lo que disputaron un juego extra en Montería quedando eliminado del torneo siendo esta su última participación en la historia.

## Palmarés
- temporada 1996-1997: Campeón
- temporada 1987-1988: Subcampeón

## Participaciones
| Equipo                 | JG  | JP | JJ | Temp. | Puntaje |
| ---------------------- | --- | -- | -- | ----- | ------- |
| Rancheros de Sincelejo | 146 | 70 | 76 | 5     | 0.479   |